# Joe Gelhardt
Joe Gelhardt, né le 4 mai 2002 à Liverpool en Angleterre, est un footballeur anglais qui évolue au poste d'attaquant à Hull City, en prêt de Leeds United.

## Biographie

### Wigan Athletic
Né à Liverpool en Angleterre, Joe Gelhardt est formé par le Wigan Athletic qu'il rejoint à l'âge de dix ans avant de gravir les échelons dans les différentes équipes de jeunes du club. Considéré comme un très grand espoir du club, ce buteur prolifique est notamment comparé à Wayne Rooney en raison de son gabarit, son style de jeu et de sa capacité à marquer des buts spectaculaires.
Il joue son premier match en professionnel le 14 août 2018, à l'occasion d'une rencontre de coupe de la Ligue anglaise contre Rotherham United. Il entre en jeu à la place de Jamie Walker et son équipe s'incline par trois buts à un ce jour-là. Le 24 août 2018, il signe son premier contrat professionnel avec Wigan.
Il inscrit son premier but en professionnel le 14 septembre 2019, lors d'une rencontre de championnat face à Hull City. Entré en jeu ce jour-là, il marque le but égalisateur qui permet à son équipe d'obtenir le point du match nul (2-2),.

### Leeds United
Le 10 août 2020 signe avec Leeds United, un contrat courant jusqu'en juin 2024. Dans un premier temps intégré à l'équipe U23 du club, Gelhardt remporte avec cette équipe la Premier League 2, championnat de cette catégorie, lors de la saison 2020-2021.
Il découvre la Premier League avec Leeds, jouant son premier match dans cette compétition contre le Southampton FC, le 16 octobre 2021. Il entre en jeu à la place de Mateusz Klich lors de cette rencontre perdue par son équipe (1-0),. Il inscrit son premier but dans l'élite du football anglais le 11 décembre de la même année, face au Chelsea FC, à Stamford Bridge. Buteur après son entrée en jeu sur son premier ballon, il ne peut éviter la défaite des siens (3-2), mais devient le premier adolescent à marquer un but pour Leeds en Premier League depuis James Milner en avril 2004[réf. nécessaire].

### Sunderland AFC
Le 27 janvier 2023, Joe Gelhardt est prêté au Sunderland AFC jusqu'à la fin de la saison.
Gelhardt inscrit son premier but pour Sunderland le 21 février 2023, lors d'une rencontre de championnat face au Rotherham United. Il est titularisé mais ne peut empêcher la défaite de son équipe par deux buts à zéro,.

### Retour à Leeds
Gelhardt fait son retour à Leeds pour la saison 2023-2024. Il joue peu sous les ordres de Daniel Farke mais se met en évidence le 6 février 2024, lors d'une rencontre de coupe d'Angleterre face à Plymouth Argyle remporté par son équipe (1-4 après prolongations),.

### En sélection
Joe Gelhardt représente l'équipe d'Angleterre des moins de 17 ans et se fait remarquer dès son premier match avec cette sélection, le 7 septembre 2018 contre la Norvège en marquant deux buts, participant ainsi à la victoire de son équipe par six buts à zéro. Il est à nouveau buteur pour sa troisième apparition, le 11 septembre suivant contre la Belgique (victoire 2-6 pour les anglais) et à nouveau lors du match suivant, le 12 octobre contre les États-Unis (3-1 pour l'Angleterre). Avec cette sélection il participe au championnat d'Europe des moins de 17 ans en 2019. Lors de ce tournoi organisé en Irlande, il joue trois matchs et marque un but lors de la dernière rencontre de la phase de groupe contre la Suède (1-3 pour l'Angleterre). Son équipe est toutefois éliminée dès la phase de groupe avec seulement une victoire pour un nul et une défaite.
Avec les moins de 20 ans, il se fait remarquer en réalisant un coup du chapeau contre la Roumanie le 6 septembre 2021, permettant à son équipe de l'emporter par six buts à un,.
En octobre 2021 il est convoqué pour la première fois avec l'équipe d'Angleterre espoirs. Le 7 octobre 2021, il figure pour la première fois sur le banc des remplaçants des espoirs, mais sans entrer en jeu, lors d'une rencontre face à la Slovénie. Ce match nul (2-2) rentre dans le cadre des éliminatoires du championnat d'Europe espoirs 2023.

## Vie privée
Né à Liverpool, Joe Gelhardt est un fan de l'un des deux grands clubs de sa ville natale, le Liverpool FC et voue une admiration particulière pour l'ancien buteur des Reds, Fernando Torres.